# Петубастіс II
Петубастіс II — давньоєгипетський фараон, якого умовно відносять до XXII династії, але який фактично правив лише незначною частиною Дельти.